# ルイドソ

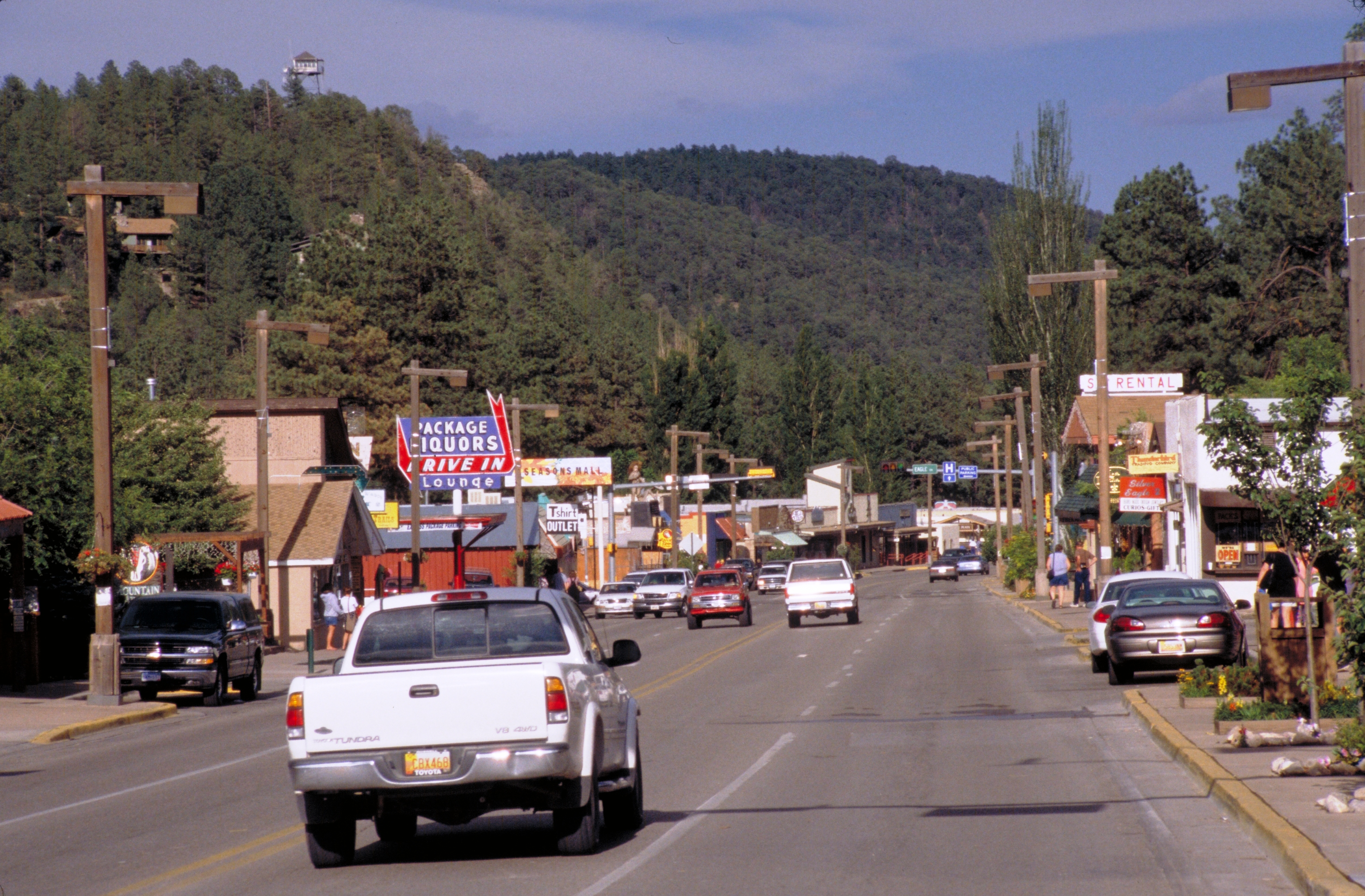
ダウンタウン

ルイドソ（Ruidoso）は、アメリカ合衆国ニューメキシコ州のリンカーン郡にある村。人口は7,698人（2000年）。2005年の調査では11,210人と推計されている。リンカーン国有林に隣接した行楽地。ルイドソダウンズ、ハリウッド、メスカレロ、アルトの町はルイドソの郊外にあり、人口21,223人のルイドソ小都市圏を構成している。
村の名前は、村を流れる小さな川、リオルイドソ川（スペイン語で「うるさい川」）に由来している。

## 地理
ルイドソ は33°20′29″N, 105°39′58″W (33.341371, -105.666235)GR1に位置している。高度は6920フィート。アメリカ合衆国国勢調査によると、 村の総面積は37.2 km² (14.4 mi²)で、陸地面積は37.0 km² (14.3 mi²)、水面積は0.2 km² (0.1 mi²)で全体の0.63%である。
ニューメキシコ中南部のシエラ・ブランカ山脈山嶺にあり、南はサクラメント山脈と繋がっている。

## 経済
ルイドソは、ルイドソダウンズ競馬場やメスカレロ・アパッチインディアンがシエラ・ブランカ山に所有する12,000フィートのスキー場「スキー・アパッチ」のために、急速に成長しているリゾートである。この部族は、カジノ、ホテル、ゴルフ場を有するイン・オブ・マウンテン・ゴッズ・リゾートを運営する。ルイドソはリンカーン郡最大のコミュニティで、地域経済の中枢の役割を果たしている。
ルイドソは非常に爆発的な成長を遂げている。現在、ルイドソはニューメキシコ州で3番目に早い成長を見せている都市である。多くのデベロッパーから町に大規模な投資が注がれている。大きな住宅分譲地、分譲マンション、小売店の主要なプロジェクトは、かつての「活気のない山のコミュニティ」の顔を様変わりさせている。その結果、町は地元の水の供給と地域の施行の適性についての深刻な問題と争っている。最近「発見され」た多くの小さなコミュニティと同様に、さらなる成長計画は何がベストかについての議論は進行中である。2006年12月には、1982年に建設された地元の汚水処理プラントの拡大と近代化に資金を調達するため、1260万ドルの債券の発行に有権者の7%が賛成した。プラントは辛うじて既存の人口を扱うのに適正で、現在のEPA（環境保護庁）の標準には適していない。

## 人口動勢
以下は2000年国勢調査における人口統計データである。
基礎データ
- 人口: 7,698人
- 人口密度: 208.0/km² (538.7/mi²）

人種別人口構成
- 白人: 87.50%
- アフリカン・アメリカン: 0.29%
- ネイティブ・アメリカン: 2.38%
- アジア人: 0.31%
- 太平洋諸島系: 0.03%
- その他の人種: 7.44%
- 混血: 2.05%
- ヒスパニック・ラテン系: 18.21%

世帯と家族（対世帯数）
- 世帯数: 11,434

世帯と家族（対世帯数）
- 18歳未満の子供がいる: 23.6%
- 結婚・同居している夫婦: 53.2%
- 未婚・離婚・死別女性が世帯主: 8.8%
- 非家族世帯: 35.0%
- 単身世帯: 29.8%
- 65歳以上の老人1人暮らし: 11.3%
- 平均構成人数
  - 世帯: 2.22人
  - 家族: 2.72人

年齢別人口構成
- 18歳未満: 20.5%
- 18-24歳: 5.8%
- 25-44歳: 21.9%
- 45-64歳: 30.1%
- 65歳以上: 21.6%
- 年齢の中央値: 46歳
- 性比（女性100人あたりの男性の人口）
  - 総人口: 90.3人
  - 18歳以上: 87.1人

収入と家計
- 収入の中央値
  - 世帯: 37,107米ドル
  - 家族: 44,846米ドル
  - 性別
    - 男性: 30,452米ドル
    - 女性: 21,974米ドル
- 人口1人あたり収入: 22,721米ドル
- 貧困線以下
  - 対家族数: 2.5%
  - 対人口: 4.9%
  - 18歳未満: 24.5%
  - 65歳以上: 5.8%

## 交通

### 空港
- シエラ・ブランカ 地域空港／ルイドソの北西およそ15マイルに位置する

### 主なハイウェイ
- 合衆国ルート70
- NM 37
- NM 48

## 最も近い都市
- ニューメキシコ州アルト
- ニューメキシコ州ルイドソダウンズ
- ニューメキシコ州ハリウッド
- ニューメキシコ州カピタン
- ニューメキシコ州クラウドクロフト
- ニューメキシコ州カリゾゾ
- ニューメキシコ州アラモゴード
- ニューメキシコ州ロズウェル
- ニューメキシコ州ラスクルーセス
- テキサス州エルパソ